# Nuoto per salvamento ai Giochi mondiali 2022 - 100 m trasporto manichino con pinne maschile
La gara dei 100 m trasporto manichino con pinne maschile di nuoto per salvamento ai Giochi mondiali 2022 si è svolta il 10 luglio 2022 a Birmingham. Il programma non prevedeva turni preliminari ma solamente la finale.

## Risultati
| Pos | Atleta                           | Nazione  | Tempo |
| --- | -------------------------------- | -------- | ----- |
|     | Jan Malkowski                    | Germania | 46.37 |
|     | Fabio Pezzotti                   | Italia   | 47.21 |
|     | Tim Brang                        | Germania | 47.40 |
| 4   | Florian Delahaye                 | Francia  | 47.62 |
| 5   | Andrea Vivalda                   | Italia   | 47.66 |
| 6   | Javier Perez Sanchez             | Spagna   | 48.72 |
| 7   | Arnaud Cordoba                   | Francia  | 48.97 |
| 8   | Francisco Javier Catala Llinares | Spagna   | 51.10 |